# Charlie Winston
Charlie Winston, właśc. Charlie Winston Gleave (ur. 14 września 1978 w Kornwalii) – brytyjski piosenkarz i autor piosenek, założyciel, wokalista i lider zespołu Charlie Winston and the Oxymorons. 
W 2007 roku Winston wydał swój debiutancki album studyjny zatytułowany Make Your Way. Trzy lata później premierę miała jego druga płyta długogrająca pt. Hobo, która dotarła do pierwszego miejsca list najczęściej kupowanych płyt we Francji. Singiel promujący płytę, „Like a Hobo”, która zadebiutowała na szczycie krajowej listy przebojów. 
W listopadzie 2010 roku został laureatem statuetki European Border Breakers Award w kategorii Najlepszy brytyjski artysta w Europie. W kolejnym roku premierę miała jego trzecia płyta studyjna zatytułowana Running Still. W 2015 roku na rynku ukazał się czwarty album długogrający piosenkarza pt. Curio City, który promowany był przez singiel „Lately”.

## Życiorys

### Dzieciństwo, edukacja
Winston urodził się w Kornwalii jako syn Jeffa i Julie Gleave'ów. Razem ze swoim rodzeństwem, Joem, Tomem Baxterem i Vashtą Anną wychował się w hotelu King's Head Hotel prowadzonym przez rodziców w Bungayu. Kiedy miał dziesięć lat, jego rodzice rozwiedli się i sprzedali hotel. Winston zamieszkał wówczas z matką. Początkowo chciał być aktorem, jako szesnastolatek zdawał do szkoły aktorskiej, jednak nie dostał się z powodu zbyt młodego wieku. Wtedy rozpoczął studia muzyczne w Londynie, będąc najmłodszym studentem na roku. Dwa lata później zaczął uczyć się gry na perkusji i basie, potem także na gitarze. Jako dwudziestojednolatek postanowił wyjechać na miesiąc do Indii, a po powrocie do Londynu zaczął tworzyć materiał muzyczny do wykorzystania w przedstawieniach teatralnych. 

### 2003-07: Początki kariery,Make Way

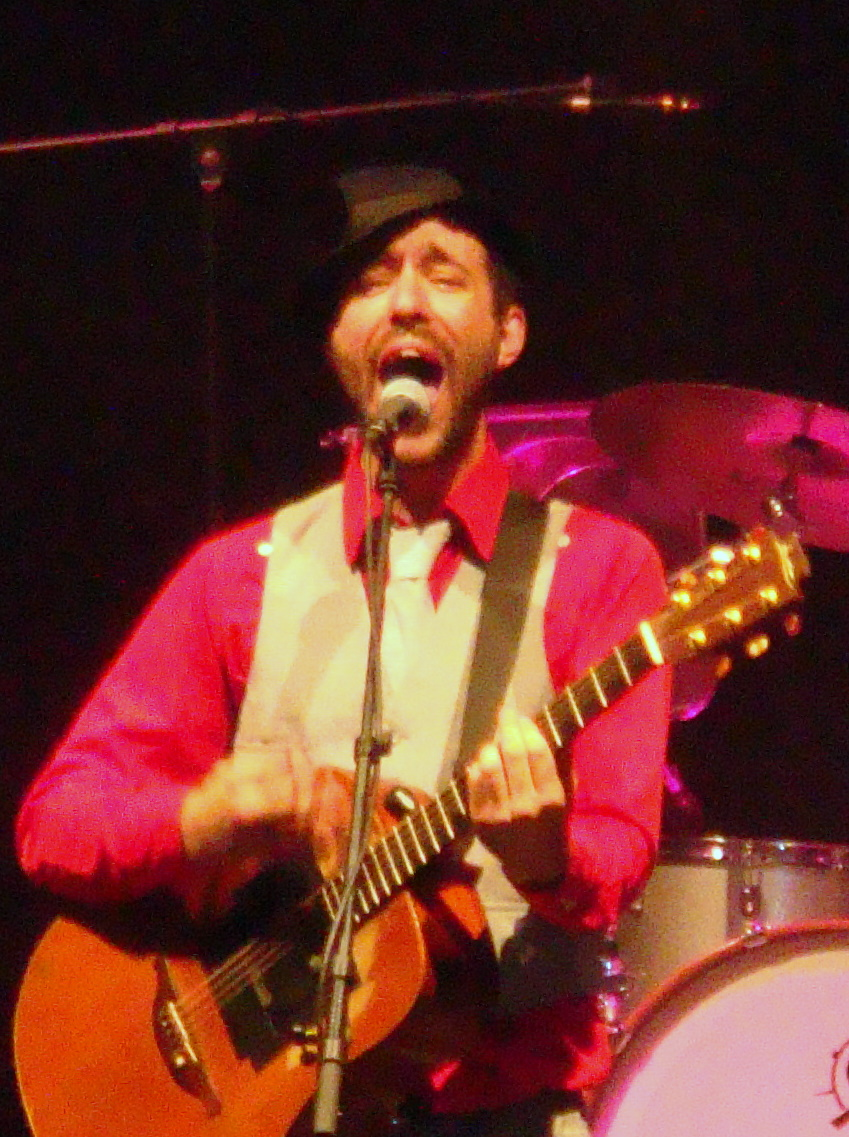
Winston podczas koncertu na Festiwalu Caribana w Szwajcarii w 2009 roku

W 2003 roku nagrał partie gitary basowej na płycie swojego brata, Toma Baxtera, zatytułowanej Feather & Stone. W tym samym czasie zaczął wyjeżdżać na trasy koncertowe razem z bratem, a także komponować swoje pierwsze solowe nagrania. W 2006 roku zaczął nagrywać materiał na swoją debiutancką płytę w studiu nagraniowym Real World Studios, rok później występował ze swoim zespołem (perkusistą Gedem Lynchem, basistą Tonym Levinem i klawiszowcem i chórzystką Angie Pollock) jako support przed koncertami Petera Gabriela w ramach europejskiej części jego trasy promocyjnej. 
Na początku lipca tegoż roku ukazał się jego debiutancki album zatytułowany Make Way. W tym samym roku Winston nagrał płytę pt. Mischifus, która została napisana na potrzeby jego autorskiej, taneczno-teatralnej produkcji.

### 2008-10:Hobo
31 stycznia 2009 roku ukazała się druga płyta długogrająca Winstona zatytułowana Hobo. Album zadebiutował na trzecim miejscu list najczęściej kupowanych płyt we Francji, ostatecznie dotarł na szczyt notowania. Krążek pozostawał przez ponad trzydzieści tygodni w pierwszej dziesiątce zestawienia, osiągnął status platynowej płyty w kraju. Pierwszym singlem promującym płytę została piosenka „Like a Hobo”, która zadebiutowała na pierwszym miejscu krajowej listy przebojów. W grudniu 2009 roku wystąpił po raz pierwszy w Polsce w warszawskim Muzycznym Studiu Polskiego Radia im. Agnieszki Osieckiej podczas koncertu transmitowanego przez Program Trzeci Polskiego Radia.
W maju 2010 roku nawiązał współpracę z francuskim raperem i producentem Waxem Tailorem, z którym nagrał piosenkę „I Own You”. W tym samym roku nagrał piosenkę „Ballad of the Big Machine” w duecie z Émilie Simon, z którą nagrał singiel „Ballad of the Big Machine”. We wrześniu wystąpił jako główny artysta muzyczny podczas gali finałowej Peace One Day 2010 podsumowującej rok działania organizacji charytatywnej Peace One Day, której był muzycznym ambasadorem. W listopadzie odebrał statuetkę European Border Breakers Award w kategorii Najlepszy brytyjski artysta w Europie. 

### 2011-12:Running Still

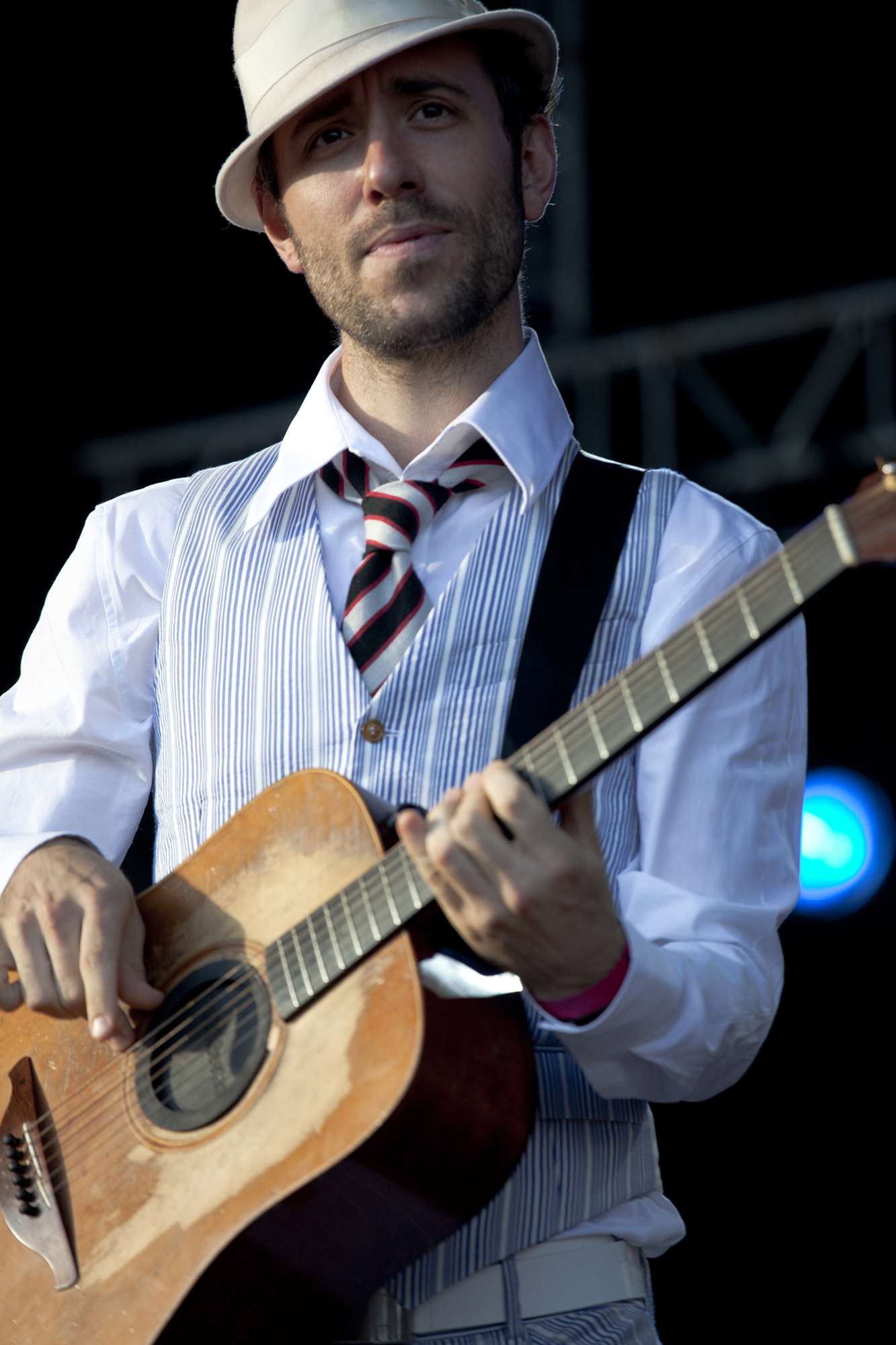
Winston podczas koncertu w 2010 roku

W listopadzie 2011 roku Winston wydał swój trzeci album studyjny zatytułowany Running Still, który promowany był przez single „Hello Alone”, „Where Can I Buy Happiness?” i „Unlike Me”. Producentem płyty był Tony Berg.
W 2012 roku Winston stworzył utwór „This Wheel's on Fire”, który znalazł się na specjalnym albumie kompilacyjnym zatytułowanym Chimes of Freedom – The Songs of Bob Dylan wydanym z okazji 50-lecia istnienia organizacji Amnesty International. W lutym tegoż roku zagrał koncert na Soundcheck w Tignes przy temperaturze ok. -25°, co uznał za najtrudniejszy występ w swoim życiu.
3 marca po raz drugi wystąpił w Polsce w warszawskim Muzycznym Studiu Polskiego Radia im. Agnieszki Osieckiej podczas koncertu transmitowanego przez Program Trzeci Polskiego Radia. W maju ponownie odwiedził kraj podczas dwóch koncertów w ramach europejskiej trasy koncertowej promującej album.

### Od 2014:Curio City
W październiku 2014 roku Winston opublikował pierwszy singiel ze swojej kolejnej płyty – „Lately”. Piosenka została zaprezentowana premierowo 13 października w jednej z audycji francuskiej rozgłośni Virgin Radio. Premiera albumu zatytułowanej Curio City odbyła się pod koniec stycznia 2015 roku. W marcu ukazał się drugi singiel promujący płytę – „Truth”. W grudniu 2014 rozpoczął europejską trasę koncertową promującą nową płytę, w kwietniu zagra dwa koncerty w Polsce – jeden w Krakowie, a drugi w Warszawie. Podczas koncertów w Polsce support zagrał jego perkusista Sam Walker.

## Dyskografia

### Albumy studyjne
- Make Way (2007)
- Hobo (2009)
- Running Still (2011)
- Curio City (2015)
- Square 1 (2018)

### Single
- 2008 – „Like a Hobo”
- 2009 – „In Your Hands”
- 2009 – „Kick the Bucket”
- 2010 – „I Love Your Smile”
- 2010 – „Tongue Tied”
- 2011 – „Hello Alone”
- 2012 – „Where Can I Buy Happiness?”
- 2012 – „Speak to Me”
- 2014 – „Lately”
- 2015 – „Truth”
- 2015 – "Say Something"
- 2016 – "Too Long"
- 2018 – "The Weekend"